# Píďalička zejkovaná
Píďalička zejkovaná je noční motýl z čeledi píďalkovitých (Geometridae). S výjimkou Řecka a Pyrenejského poloostrova se vyskytuje od Evropy po Japonsko. Housenky žijí na listech a květech vrbiny obecné. Kukla přezimuje. Motýli vyletují v jedné nebo dvou generacích od května do srpna. Obývá slatiniště, mokřady, lesní okraje a příkopy. Rozpětí křídel je 20-26 mm. Základní barvou předních křídel je světle hnědá. Zadní křídla mají nápadně ozubený okraj.

## Vědecká synonyma
- Anticollix sparsatus (Treitschke, 1828)
- Collix sparsata